# Poiana Bujorului din Pădurea Plenița
Poiana Bujorului din Pădurea Plenița este o arie protejată de interes național ce corespunde categoriei a IV-a IUCN (rezervație naturală, tip botanic), situată în județul Dolj, pe teritoriul administrativ al comunei Plenița.
Rezervația naturală are o suprafață de 50 ha, și reprezintă o zonă împădurită (cu specii de gârniță și cer) unde vegetează specia de floră protejată, bujorul românesc (Paeonia peregrina - Mill. var. romanica).